# Koichi Nakano
Koichi Nakano –en japonés, 中野浩一, Nakano Kōichi– (Kurume, 14 de noviembre de 1955) es un deportista japonés que compitió en ciclismo en la modalidad de pista, especialista en la prueba de velocidad individual.
Ganó diez medallas de oro en el Campeonato Mundial de Ciclismo en Pista entre los años 1977 y 1986.

## Medallero internacional
| Campeonato Mundial | Campeonato Mundial                | Campeonato Mundial | Campeonato Mundial       |
| Año                | Lugar                             | Medalla            | Competición              |
| ------------------ | --------------------------------- | ------------------ | ------------------------ |
| 1977               | San Cristóbal (Venezuela)         | Medalla de oro     | Velocidad individual (P) |
| 1978               | Múnich (RFA)                      | Medalla de oro     | Velocidad individual (P) |
| 1979               | Ámsterdam (Países Bajos)          | Medalla de oro     | Velocidad individual (P) |
| 1980               | Besanzón (Francia)                | Medalla de oro     | Velocidad individual (P) |
| 1981               | Brno (Checoslovaquia)             | Medalla de oro     | Velocidad individual (P) |
| 1982               | Leicester (Reino Unido)           | Medalla de oro     | Velocidad individual (P) |
| 1983               | Zúrich (Suiza)                    | Medalla de oro     | Velocidad individual (P) |
| 1984               | Barcelona (España)                | Medalla de oro     | Velocidad individual (P) |
| 1985               | Bassano (Italia)                  | Medalla de oro     | Velocidad individual (P) |
| 1986               | Colorado Springs (Estados Unidos) | Medalla de oro     | Velocidad individual (P) |